# Naja nigricollis
La cobra escupidora de cuello negro o cobra escupidora cebra (Naja nigricollis) es una especie de serpiente del género Naja, de la familia Elapidae.

## Distribución y hábitat
Su área de distribución incluye los siguientes países africanos: Angola, Benín, Burkina Faso, Burundi, Camerún, República Centroafricana, Chad, República Democrática del Congo, Congo, Etiopía, Gabón, Gambia, Ghana, Guinea-Bisáu, Guinea, Costa de Marfil, Kenia, Liberia, Malí, Mauritania, Namibia, Níger, Nigeria, Ruanda, Senegal, Sierra Leona, Sudán, Tanzania, Somalia, Togo, Uganda y Zambia.
Su hábitat natural se compone de principalmente de sabana y zonas semi-desérticas en altitudes hasta 1.800 metros. Sin embargo, es también posible encontrar esta especie en las regiones tropicales y subtropicales de África central, en la sabana húmeda y regiones desforestadas, en particular cerca de ríos y arroyos.

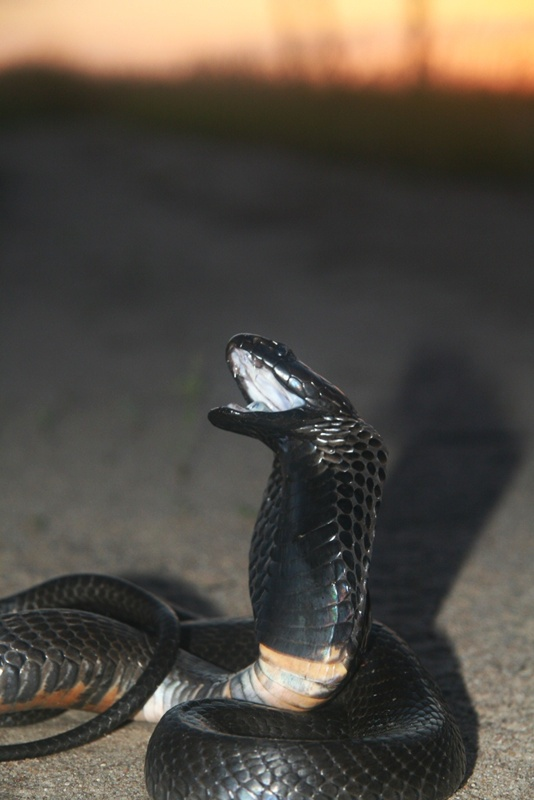
Cobra escupidora de cuello negro

## Características
La serpiente fue descrita por primera vez por el zoólogo noruego, Reinhardt, en el año 1843. Se trata de una especie de serpiente venenosa y de comportamiento agresivo. Suele medir entre 1,20 y 2,20 metros y se alimenta de sapos, ranas, serpientes, peces y pequeños mamíferos, aunque en numerosas ocasiones ella también es presa de otros depredadores como el pájaro secretario o la mangosta.

## Veneno
El veneno de Naja nigricollis es algo peculiar entre los elápidos, ya que consiste principalmente de citotoxinas, aunque incluye otros componentes también. Conserva las propiedades neurotóxicas típicas de los Elapidae y las combina con citotoxinas (agentes de necrósis) y cardiotoxinas muy potentes. Los síntomas de la mordedura incluyen severas hemorragias externas, necrosis del tejido alrededor de la mordedura, y dificultad para respirar. Aunque la tasa de mortalidad en los casos no tratados es baja (~ 5-10%), en los casos fatales la muerte se produce por lo general como resultado de asfixia por parálisis del diafragma. La LD50 de Naja nigricollis es 2 mg/kg IS y 1,15 mg/kg IV. El rendimiento promedio de veneno por mordedura es de 200 a 350 mg (peso seco) de acuerdo con Minton (1974).